# Александр (Петровский)
Архиепи́скоп Алекса́ндр (в миру Алекса́ндр Феофи́лович Петро́вский; 23 августа 1851, Луцк — 24 мая 1940, Харьков) — епископ Русской православной церкви, архиепископ Харьковский.
Прославлен в лике святых Русской православной церкви в 2000 году.

## Учитель
Родился в семье диакона. Окончил четыре класса Волынской духовной семинарии. Много лет был учителем в народных школах.
Отца потерял рано, воспитывался матерью, которую очень любил. Окончил 4 класса Волынской духовной семинарии. С 1892 г. преподавал в церковно-приходской школе с. Княгинино Дубенского уезда. В 1897 г. был назначен псаломщиком местной Крестовоздвиженской церкви.

## Монах
1 сентября 1899 г. он поступил в Дерманский Свято-Троицкий монастырь.
9 июня 1900 г. Александр принял монашеский постриг с сохранением прежнего имени. Был определен экономом.
15 августа 1900 г. в Соборном храме Почаевской Лавры монаха Александра посвятили в сан иеродиакона. 29 октября 1900 г. его рукоположили во иеромонаха и назначили исполняющим послушание ризничего Дерманского монастыря. При этом он продолжал исполнять послушание эконома и преподавать в церковно-приходской школе. С 18 ноября 1900 г. он также исполнял обязанности наместника.
В 1901 г. отца Александра перевели в Кременецкий Богоявленский монастырь, где он стал трудиться на послушании казначея. Помимо исполнения чреды священнослужения преподавал Закон Божий в церковно-приходской школе. Иеромонах Александр принимал участие в деятельности кременецкого Свято-Богоявленского братства, целью которого было утверждение православной веры и противодействие распространению католицизма и униатства. В 1902 г. отец Александр стал казначеем братства. Труды его на этом поприще были замечены местным архиереем. Архиепископ Волынский Модест (Стрельбицкий) преподал ему благословение «за деятельность и усердие по должности казначея»[2].
В 1903 г. иеромонаха Александра перевели в Туркестанскую епархию. Здесь его снова определили казначеем. В том же году его включили в состав епархиального училищного Совета и ревизионного Комитета. Через некоторое время его назначили экономом Туркестанского архиерейского дома.
В 1905 г. отца Александра определили временно присутственным членом Туркестанской духовной консистории, казначеем Туркестанского миссионерского общества. В том же году «за заслуги по духовному ведомству» его наградили наперсным крестом.
В Туркестанской епархии иеромонах Александр прослужил три года. Местный климат неблагоприятно сказывался на его здоровье. По этой причине в феврале 1906 г. его перевели в Жировичского Успенского монастыря Гродненской епархии, где, как и в прочих епархиях, назначили казначеем, а также заведующим Жировицкой двухклассной церковно-приходской школой.
В начале 1908 г. 38-летний иеромонах Александр перешел в московский ставропигиальный Донской монастырь. Вскоре его назначили исполняющим послушание наместника. В это время жизнь Донской обители была омрачена внутренней смутой – затяжным конфликтом между настоятелем и братией. Прокурор московской синодальной конторы писал: «Надо думать, что при наместничестве вновь переведенного иеромонаха Александра, отзывы о котором самые лучшие, <…> в обители снова водворится мир и порядок».
С 1911 года — настоятель Лубенского (Мгарского) Спасо-Преображенского монастыря.
С декабря 1917 года — настоятель Псково-Печерского монастыря.

## Служение на Полтавщине
В 1918 году переехал в Полтаву, жил при архиепископе Феофане (Быстрове).
С 1919 года — настоятель скитской церкви Козельщанского Рождества Богородицы женского монастыря Полтавской губернии. Затем был духовником скита, образованного частью монахинь монастыря в районе реки Псёл. Обладал тенором, любил пение и умел вдохновить народ на общее пение. Служба совершалась истово, по уставу, всенощное бдение продолжалось не меньше четырёх часов — и проходило с громадным подъёмом. В 1932 году скит был закрыт властями.
В 1932 году — наместник Киево-Николаевского монастыря.

## Архиерей
30 октября 1932 года в Киеве хиротонисан во епископа Уманского, викария Киевской епархии.
С 25 августа 1933 года — епископ Винницкий.
В 1934 году был членом Временного патриаршего Священного синода при заместителе патриаршего местоблюстителя митрополите Сергии (Страгородском).
С 20 мая 1937 года — архиепископ Харьковский. В это время в городе Харькове оставался действующим лишь один православный храм — Казанский — его посещало столько людей, что причащение продолжалось по нескольку часов.

## Арест и кончина в тюрьме
28 июля 1938 года был арестован УНКВД по Харьковской области по подозрению в контрреволюционной пропаганде и агитации, как участник антисоветской церковной организации «иоаннитов», а также по обвинению в шпионаже в пользу Польши.
17 июня 1939 года был осуждён к 10 годам тюремного заключения. После суда содержался в тюрьме. 5 января 1940 года приговор был отменён и дело было возвращено на доследование, однако освобождён не был, несмотря на преклонный возраст. Находился в корпусе для неизлечимо больных. Умер 24 мая 1940 года в больнице тюрьмы № 1 Харькова на 89-м году жизни.
Тело владыки было по ошибке отправлено из тюрьмы в городской судебно-медицинский морг. Когда ошибка выяснилась, из тюрьмы поступило указание вернуть тело обратно. Однако верующие смогли подменить тело и тайно похоронить владыку на Залютинском кладбище Харькова, обозначив место захоронения особым знаком.
В настоящее время мощи святителя Александра находятся в кафедральном Благовещенском соборе Харькова.

## Канонизация и почитание
10 февраля 1993 года по инициативе митрополита Харьковского и Богодуховского Никодима (Руснака) архиепископ Александр был реабилитирован.
22 июня 1993 года определением Синода Украинской православной церкви прославлен как местночтимый святой Харьковской епархии.
В августе 2000 года Архиерейским собором Русской православной церкви был канонизирован в лике священномученика с включением в состав Собора новомучеников и исповедников Российских.
1 апреля 2015 года по благословению Священного Синода Украинской Православной Церкви (журнал №15) во главе с Блаженнейшим Митрополитом Киевским и всея Украины Онуфрием было установлено празднование Собора Святых Винницкой земли, куда среди прочих 15 подвижников, жизнь и подвиг которых связаны с Виннитчиной, был причислен и Священномученик Александр (Петровский), архиеп. Харьковский (+ 1940).

Дата празднования Собора Винницких Святых – 14 сентября (по новому стилю) в день начала индикта (церковного новолетия).